# Сердан, Марсель
Марсе́ль Серда́н (фр. Marcel Cerdan; 22 июля 1916, Сиди-Бель-Аббес, Алжир — 28 октября 1949, о. Сан-Мигел, Азорские острова) — французский боксёр франкоалжирского происхождения, неоднократный чемпион Франции, чемпион Европы во втором полусреднем весе (1939), чемпион Европы в среднем весе (1939—1942), чемпион мира в среднем весе (1948).

## Спортивная карьера
На любительском ринге провёл 107 боёв, из них выиграл 103 (40 боёв нокаутом и 62 досрочно).
В 1934 году перешёл в профессионалы. За 15 лет профессиональной карьеры провёл 116 боёв и только в 4 потерпел поражение. 64 поединка закончил досрочно, за что получил прозвище «бомбардир из Касабланки». Хотя, как утверждает спортивная пресса и очевидцы его боёв, Марсель Сердан никогда не стремился к нокауту и всегда отличался уважительным и гуманным отношением к своим соперникам, насколько это позволяла специфика бокса.
В период с 1942 по 1944 год сражался против фашизма в рядах ВМФ Свободной Франции.
21 сентября 1948 года Марсель Сердан завоевал титул чемпиона мира в среднем весе, нокаутировав в 12-м раунде Тони Зэйла в Джерси-Сити.
В июне 1949 года, защищая титул чемпиона мира, уступил Джейку Ламотте. В первом же раунде Сердан оказался в нокдауне, получил травму плеча, и в 10-м раунде был вынужден сдаться.
27 октября 1949 года Марсель Сердан отправился в Нью-Йорк на матч-реванш и при подлёте к Азорским островам погиб в авиакатастрофе.

## Семья
В Касабланке его ждала жена Маринетта и сыновья — Марсель, Рене и Поль.
В 1947 году познакомился с Эдит Пиаф. Журналисты не оставили без внимания историю любви двух знаменитостей, и, чтобы разом отделаться от их назойливого внимания, Сердан согласился на пресс-конференцию. Пресс-конференция была короткой — не дожидаясь вопросов, Сердан заявил, что Эдит — его любовница, и любовница только потому, что он женат, и что если бы он не был женат, то Эдит стала бы его женой. На следующий день об Эдит Пиаф и Марселе Сердане не было ни слова ни в одной газете, а сама Пиаф получила невероятных размеров корзину с цветами и запиской: «От джентльменов. Женщине, которую любят больше всего на свете».

## Память
После трагической гибели Сердана в память о нём Пиаф написала песню «Hymne à l'amour» (с фр. — «Гимн любви»).
В 1983 году вышел фильм «Эдит и Марсель», снятый режиссёром Клодом Лелушем. Роль Марселя Сердана в фильме сыграл его старший сын — Марсель Сердан-младший, который также был боксёром-профессионалом, но в отличие от отца не снискал на профессиональном ринге ни славы, ни состояния.
В фильме «Жизнь в розовом цвете» роль Марселя Сердана исполнил французский актёр Жан-Пьер Мартинш.
Имя Марселя Сердана занесено в Зал славы боксёров в Лондоне.